# From Me to U
From Me to U – debiutancki album amerykańskiego rapera Juelza Santany. Został wydany 19 sierpnia, 2003 roku. Gościnnie występują Jim Jones, Cam’ron, czy T.I.

## Lista utworów
| Nr | Tytuł                            | Producent(ci)                            | Goście                                      | Kompozytorzy                                                                        | Czas |
| -- | -------------------------------- | ---------------------------------------- | ------------------------------------------- | ----------------------------------------------------------------------------------- | ---- |
| 1  | "The Champ Is Here"              | Heatmakerz                               | Freekey Zekey                               | Green, G./Thomas, S./James, Laron                                                   | 2:25 |
| 2  | "One Day I Smile"                | Heatmakerz                               |                                             | Harding, G./Green, G./Thomas, S./James, Laron                                       | 2:45 |
| 3  | "Okay Okay"                      | Heatmakerz                               |                                             | Hart, W./Bell, T./Green, G./Thomas, S./James, Laron, King Abdul of Zuzan            | 3:21 |
| 4  | "Down (Skit)"                    |                                          | Freekey Zekey, Monique Garnett              |                                                                                     | 1:25 |
| 5  | "Down"                           | Heatmakerz                               |                                             | Whitfield, Norman/Green, G./Thomas, S./James, Laron                                 | 3:45 |
| 6  | "Monster Music"                  | Heatmakerz                               | Opera Steve                                 | Steinman, J./Green, G./Thomas, S./James, Laron                                      | 4:17 |
| 7  | "Back Again"                     | Heatmakerz                               |                                             | Hudson, H./King, W./Green, G./Thomas, S./James, Laron                               | 4:44 |
| 8  | "My Problem (Jealousy)"          | Charlemagne                              |                                             | Payne, H./Pease, E./Scarpiello, M./Charlemagne, H./James, Laron                     | 3:44 |
| 9  | "How I Feel"                     | Heatmakerz                               |                                             | Green, G./Thomas, S./James, Laron                                                   | 1:40 |
| 10 | "Why"                            | Heatmakerz                               |                                             | Lewis, T./Raymond, U./Green, G./Harris, James Producer/Thomas, S./James, Laron      | 3:57 |
| 11 | "Wherever I Go"                  | Chad Hamilton, Ryan Press (Co-producent) | Jim Jones                                   | Hamilton, C./Jones, J./Presson, R./James, Laron                                     | 4:18 |
| 12 | "Dipset (Santana's Town) (Skit)" |                                          | Freekey Zekey, Monique Garnett              |                                                                                     | 1:16 |
| 13 | "Dipset (Santana's Town)"        | Edward "Self Service" Hinson             | Cam’ron                                     | Hinson, E./Giles, Cameron/James, Laron                                              | 3:38 |
| 14 | "Squalie (Skit)"                 |                                          | Freekey Zekey, Mike Peters, Monique Garnett |                                                                                     | 0:55 |
| 15 | "Squalie"                        | Heatmakerz                               | J.R. Writer                                 | Brito, R./Green, G./White, B./Thomas, S./James, Laron                               | 4:16 |
| 16 | "Rain Drops"                     | Charlemagne                              |                                             | Johnson, J./Lewis, K./Charlemagne, H./James, Laron                                  | 4:34 |
| 17 | "My Love (Remix)"                | Heatmakerz                               | Jim Jones                                   | Ingram, J./Jones, J./Green, G./Thomas, S./James, Laron                              | 3:09 |
| 18 | "Let’s Go"                       | Heatmakerz                               | Cam’ron                                     | Gaye, M./Townsend, E./Green, G./Thomas, S./Giles, Cameron                           | 4:42 |
| 19 | "Now What"                       | Jazze Pha                                | T.I.                                        | Alexander, P./Harris, C./James, Laron                                               | 5:21 |
| 20 | "This Is for My Homies"          | Heatmakerz                               | Jim Jones                                   | Jackson, C./Jones, J./Stinson, T./Turner, M. Jr./Thomas, S./Carter, T./James, Laron | 6:23 |

## Sample
- "One Day I Smile"
  - "My Heartbreak" by Delegation
- "Okay, Okay"
  - "Trying Make a Fool of Me" – The Delfonics
- "Down"
  - "I’m Going Down" – Mary J. Blige
- "Monster Music"
  - "Making Love Out of Nothing at All" – Air Supply
- "Back Again"
  - "You're Special" – The Commodores
- "How I Feel"
  - "Woman To Woman" – Shirley Brown
- "Why"
  - "Can You Help Me" – Usher
- "Dipset (Santana's Town)"
  - "Anvil Chorus" – Verdi
- "Squalie"
  - "I Love You So, Never Gonna Let You Go" – Love Unlimited Orchestra
- "Rain Drops"
  - "Nights Like This" – After 7
- "My Love"
  - "Look What You've Done" – The Moments
- "Let’s Go"
  - "Let’s Get It On" – Marvin Gaye
- "This Is For My Homies"
  - "Gangsta Lean" – DRS

## Notowania i sprzedaż
From Me to U uplasował się na 8. miejscu notowania Billboard 200 i 3. na Top R&B/Hip-Hop Albums w 2003 r. Sprzedał się w ilości 350.000 egzemplarzy w Stanach Zjednoczonych i w 640.000 na świecie.
| Notowanie              | Najwyższa pozycja |
| ---------------------- | ----------------- |
| Top R&B/Hip-Hop Albums | 3                 |
| Billboard 200          | 8                 |